# Академія для Героїв
Академія для Героїв — українська освітня громадська організація, яка працює у Львові з 2024 року. Вона проводить унікальні навчальні програми для ветеранів війни, щоб допомогти їм опанувати затребувані IT-навички та успішно інтегруватися в сучасний ринок праці. Організація також формує спільноту українських ветеранів для обміну досвідом і співпрацює з провідними IT-компаніями.
Фінансує проєкт компанія EveryMatrix NV, яка підтримує ініціативу, надаючи ресурси для реалізації освітніх програм та сприяючи працевлаштуванню випускників.
Головою організації є Олексій Другов — громадський діяч, професор «Львівської політехніки» та Вроцлавського економічного університету, учасник проєкту «Україна-Норвегія», викладач із понад 20-річним досвідом, академік Академії економічних наук України.

## Місія та цілі
Головна мета — навчання ветеранів актуальним навичкам у сфері інформаційних технологій, підвищення їх можливостей для працевлаштування в престижній ІТ-сфері.

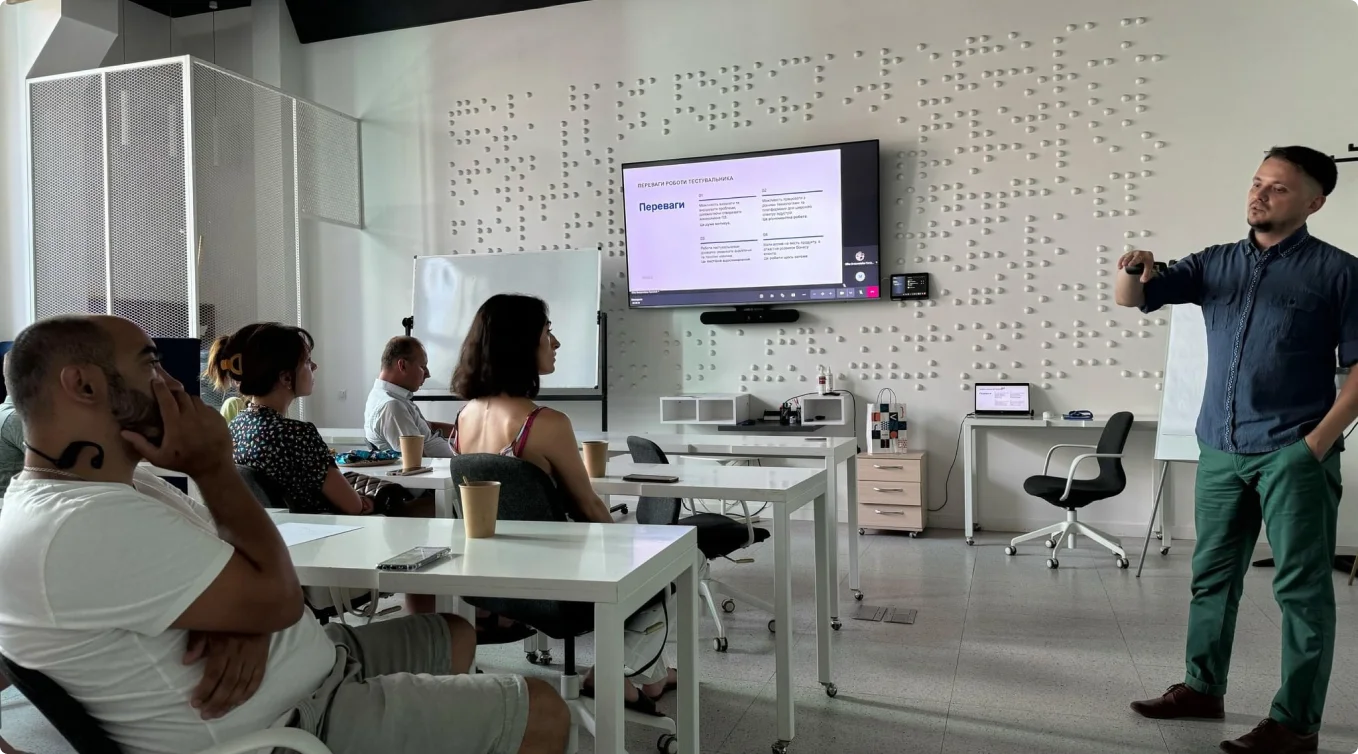
Навчання в Академії для Героїв

Після завершення навчання найуспішніших випускників працевлаштовують в IT-компаніях за сприяння Академії для Героїв.

## Особливості діяльності
Академія для Героїв пропонує такі унікальні освітні можливості:
1. Єдина в Україні громадська організація, яка організовує комплексні ІТ-курси лише для ветеранів війни;
2. Усі програми є безкоштовними;
3. Освітні програми включають не лише технічні навички (ІТ-скіли), але й розвиток «м'яких навичок» (soft skills) та вивчення англійської мови;
4. Навчання проходить у форматі офлайн в спеціально облаштованих аудиторіях у місті Львові;
5. Організація забезпечує практику у провідних ІТ-компаніях і сприяє подальшому працевлаштуванню ветеранів [4].

## Освітній підхід
Програми навчання Академії створені з урахуванням специфічних потреб ветеранів, забезпечуючи комплексний підхід до їхньої підготовки.
Студенти працюють в командах та над реальними проєктами в партнерських IT-компаніях , беруть участь в тренінгах із лідерами галузі, активно вдосконалюють англійську мову, розвивають професійні навички та особистісні якості.

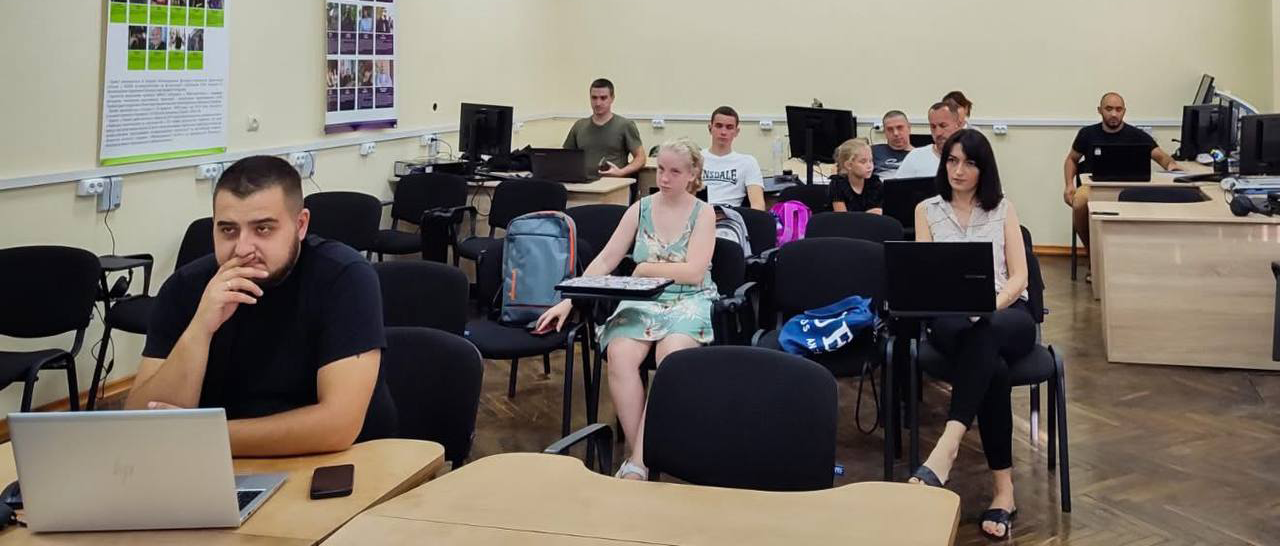
Навчання на курсі Project Management & Quality Assurance

Завершення програми передбачає захист індивідуального фінального проєкту, що демонструє професійний рівень підготовки. Крім того, ментори продовжують підтримувати випускників і після завершення навчання, допомагаючи їм у кар'єрному розвитку.

## Навчальні програми
ГО «Академія для Героїв» наразі пропонує дві основні навчальні програми:

### Full Stack Development[6]
Курс спрямований на освоєння веброзробки з нуля, включаючи фронтенд і бекенд. Програма поєднує теоретичні заняття та практику, забезпечує студентам роботу над реальними проєктами, стажування в ІТ-компаніях, а також вивчення англійської мови та розвиток soft skills. Тривалість навчання — 10 місяців.

### Project Management & Quality Assurance[7]
Програма надає знання у сфері управління проєктами та контролю якості. Студенти вивчають основи управління командами, планування ресурсів, а також отримують практичні навички роботи над реальними проєктами. Курс також включає вивчення англійської мови і розвиток «м'яких навичок». Тривалість навчання — 10 місяців.
Організація планує розширювати спектр програм, додаючи нові напрями відповідно до запитів ветеранів та потреб ринку.

## Навчання для ветеранів в Unbroken
У жовтні 2024 року розпочалося навчання для ветеранів в реабілітаційному центрі Unbroken. Першим тренінгом став курс, присвячений використанню штучного інтелекту, де викладач Володимир Паньків розповів про можливості ChatGPT та його застосування у повсякденному житті й професійній діяльності.
Заняття від ГО «Академія для Героїв» у центрі Unbroken проходять щотижня. Теми майбутніх тренінгів ветерани обирають самостійно, залежно від їхніх інтересів і потреб.

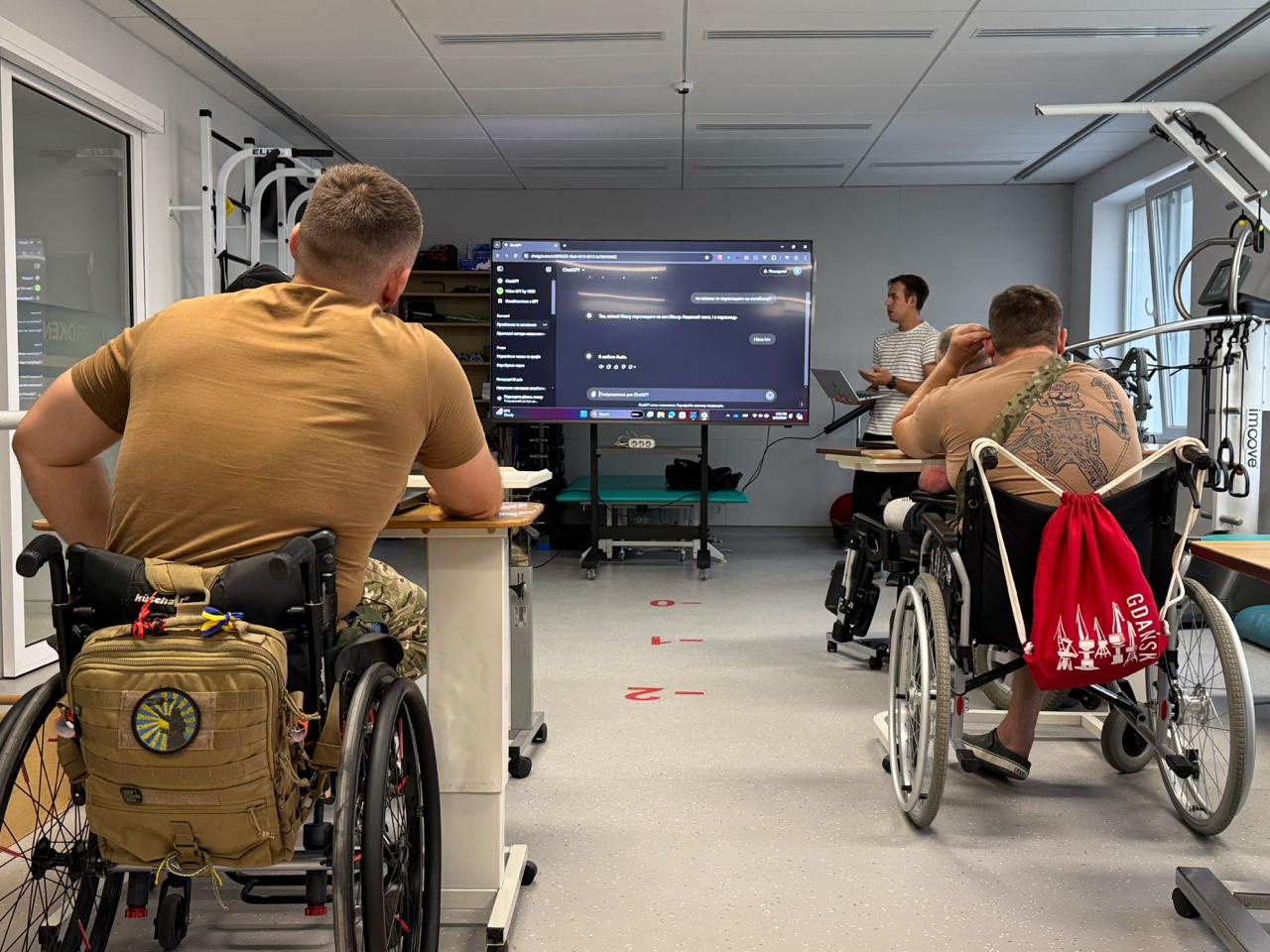
Навчання в Unbroken

Такий підхід робить навчання максимально корисним та цікавим для кожного учасника.

## Команда

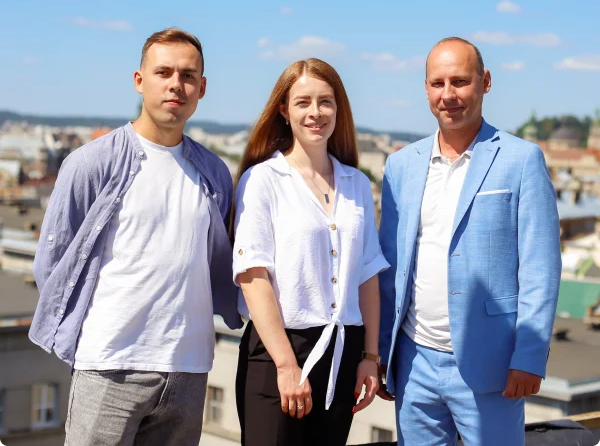
Команда ГО «Академія для Героїв»

Команда ГО «Академія для Героїв» складається з експертів в галузі освіти і інформаційних технологій:
- Олексій Другов — голова організації, професор «Львівської політехніки» та Вроцлавського економічного університету;
- Володимир Паньків — ІТ-викладач, аспірант Національного університету «Львівська політехніка», досвідчений веб-розробник;
- Марія Кондиревич — проєктна менеджерка, студентка 4-го курсу спеціальності «Менеджмент» Національного університету «Львівська політехніка».

## Партнери

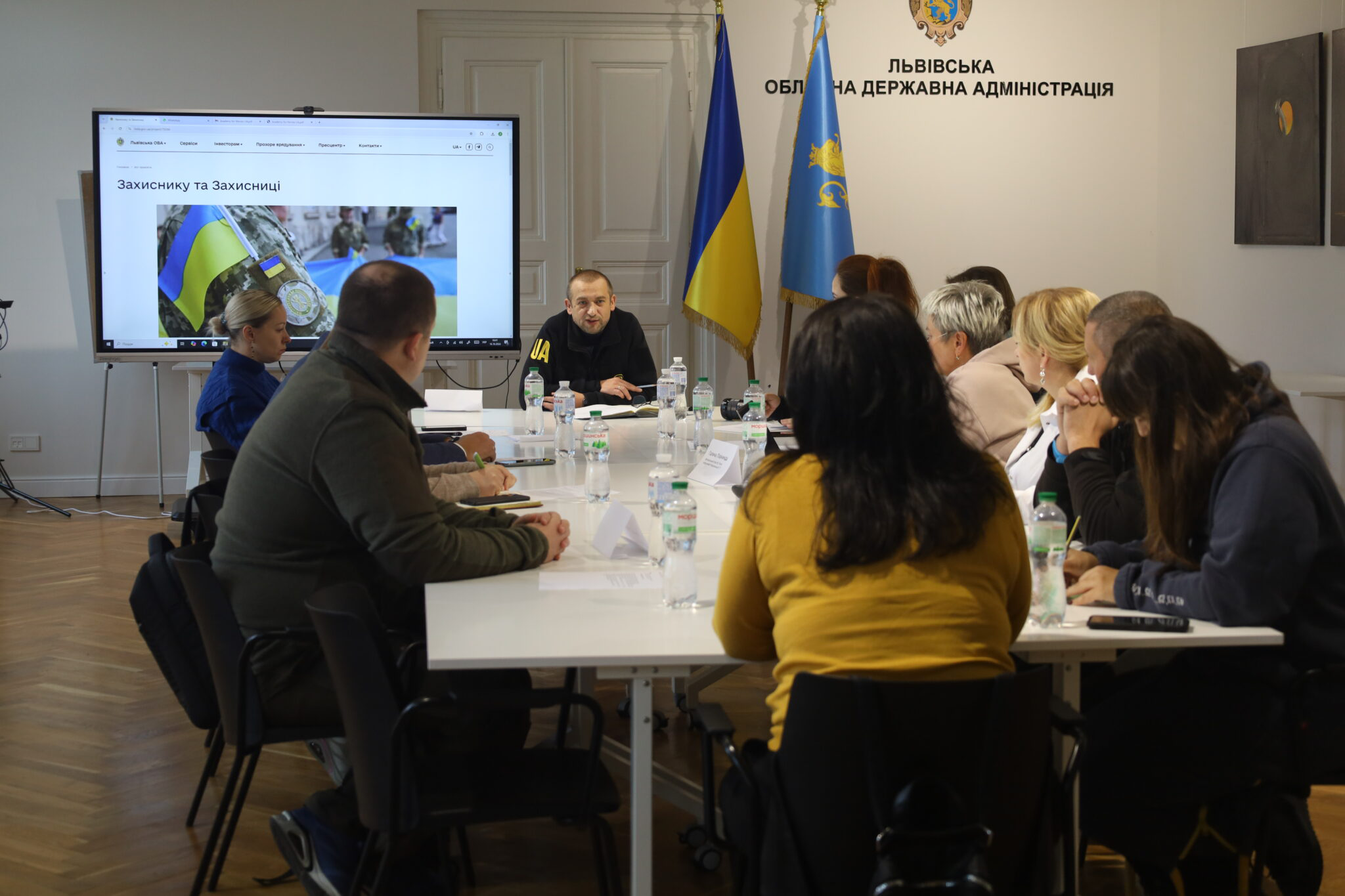
Нарада в Львівській обласній військовій адміністрації

ГО «Академія для Героїв» співпрацює з провідними організаціями, які підтримують її місію та сприяють успішній реалізації освітніх програм для ветеранів.
Перелік партнерів:
- EveryMatrix;
- SoftServe;
- ELEKS;
- Unbroken[9];
- Національний університет «Львівська політехніка» [10];
- Львівська обласна військова адміністрація [11];
- Львівський центр надання послуг учасникам бойових дій[12];
- Центр ветеранського розвитку;
- ВетеранМедіа.

Партнерства з цими організаціями забезпечують високу якість навчання, доступ до сучасних технологій і підтримку ветеранів на шляху до професійного успіху.